# Chinese keuken

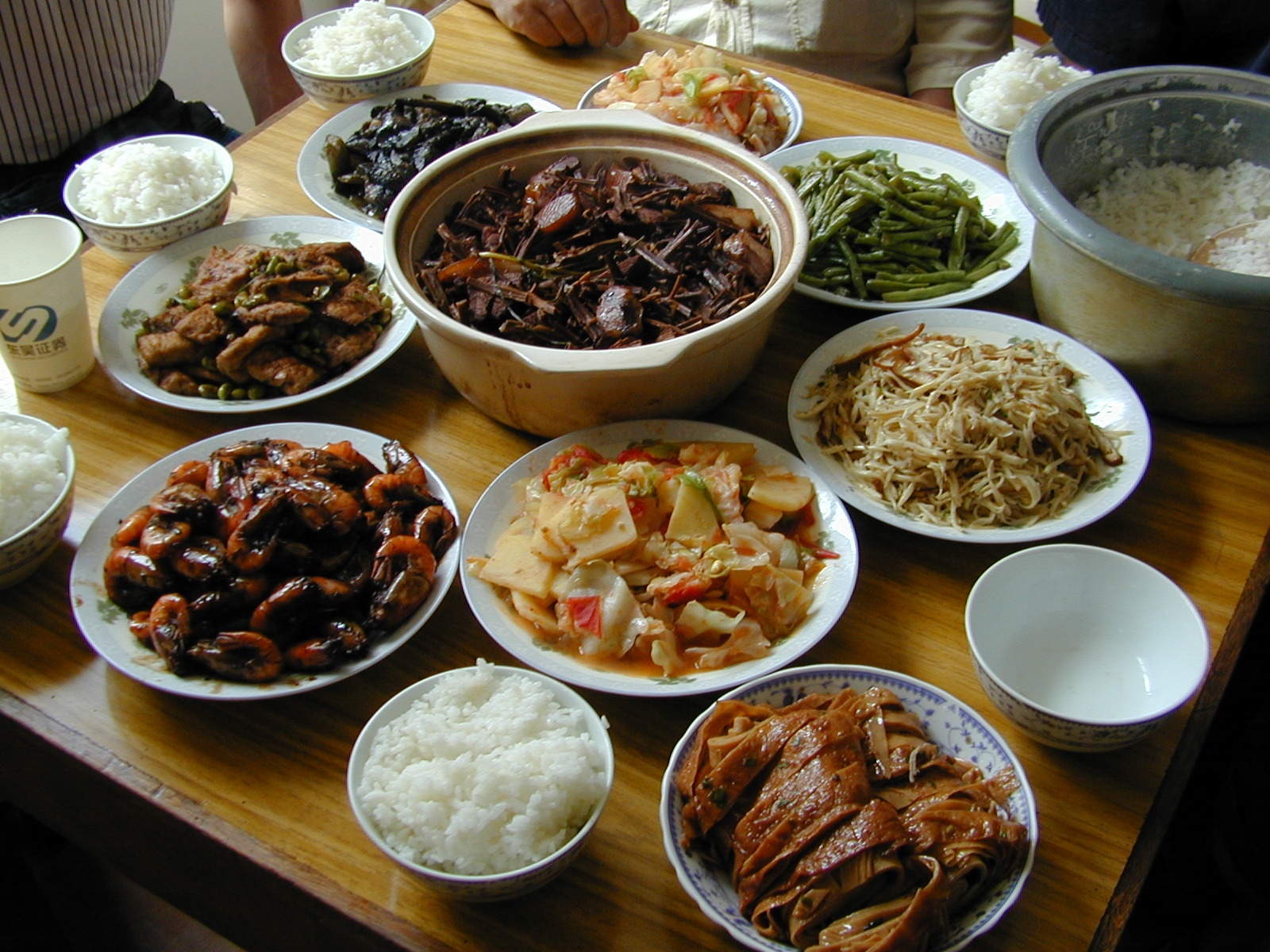
Chinese gerechten

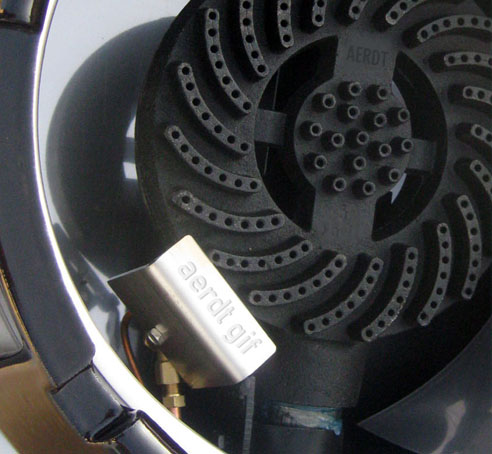
Chinees gasfornuis

De Chinese keuken is de culinaire traditie van China en de Chinezen die in de diaspora leven, hoofdzakelijk in Zuid-Oost-Azië. Door de grootte van China en de aanwezigheid van vele volkeren met eigen culturen, door klimatologische afhankelijkheden en regionale voedselbronnen zijn de variaties groot.

## Zones
De Chinese keuken kan opgedeeld worden in 4 zones:
- De noordelijke Jing-keuken 京菜 en de Mongoolse keuken. Deze worden gekenmerkt door het gebruik van schapen. De verfijnde pekingkeuken is de voormalige keizerlijke keuken. De belangrijkste landbouwproducten hier zijn rijst, tarwe, maïs, sesamzaad, sorghum (een grassoort), Chinese kool, selderie, lente-ui en komkommer. Deze noordelijke keuken gebruikt voornamelijk rijst, gierst, sojabonen en perziken.
- De westelijke Chuan-keuken 川菜 wordt gekenmerkt door sterk gekruide gerechten en door het veelvuldig gebruik van rundvlees. In de gerechten van deze streek zitten vaak chilipepers en szechuanpeper.
- De zuidelijke Yue-keuken 粤菜 met zoetzure accenten, waarbij smaak en sappigheid van vlees en beet van groenten bewaard blijven.
- De oostelijke keuken waarvan de Shanghai-keuken 上海菜 de bekendste is, wordt gekenmerkt door granen zoals rijst en tarwe en de zeevruchten zoals garnaal en krab. De keuken hier heeft een zoete toets. Andere belangrijke ingrediënten zijn rijstwijn en zoete bonenpasta. Shanghai heeft de meeste uitheemse invloeden gehad op zijn keuken, waardoor in Shanghai gebak en koude voorgerechten gegeten worden.

De oorspronkelijke Chinese keukens zijn door migratie over de hele wereld verspreid en zijn in vele landen aangepast aan beschikbare grondstoffen en smaak van de lokale bevolking.

## De acht culinaire tradities
Bijna alle Chinese gerechten kunnen ingedeeld worden in een van acht culinaire tradities.

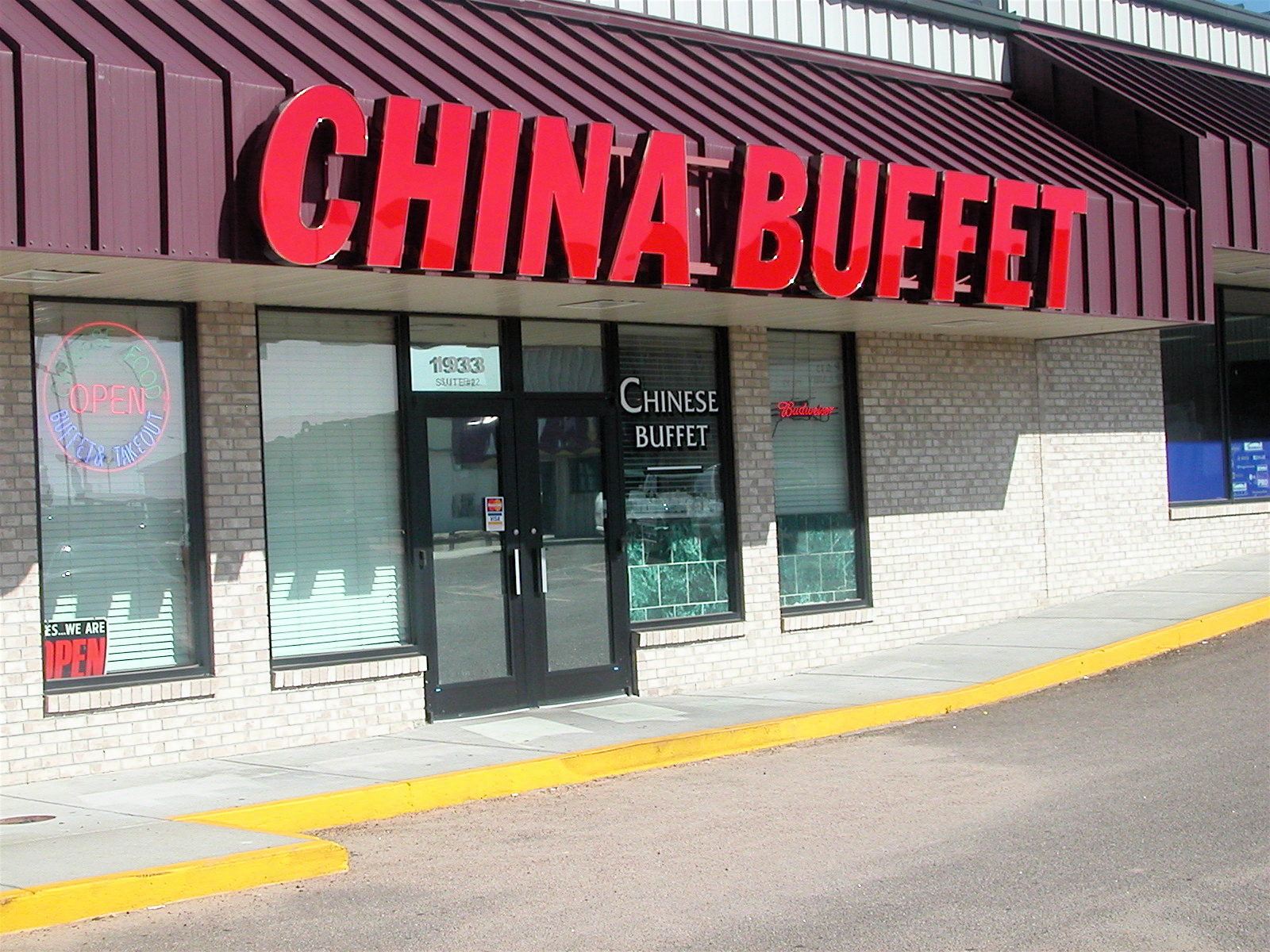
China buffet in de Verenigde Staten

### Lǔ (Shandong)
De Shandongkeuken (山东菜), in China gekend als de Lu-keuken, is een van de belangrijkste Chinese keukens. Deze keuken is afgeleid van de oorspronkelijke stijlen uit Shandong, een oostelijke kustprovincie in China.
- Een van de invloedrijkste onder de "8 keukens".
- Kenmerkend door het serveren van soepen en het gebruik van soepen in verschillende gerechten.
- Vele toepassingen van vis, schelpdieren en andere zeevruchten in de gerechten.
- Shandong is beroemd om het brouwen en gebruik van vele verschillende soorten azijn.

Beroemde gerechten uit de Shandongkeuken zijn onder andere: gestoofde abalone (zeeoor) en zoetzure karper.

### Kanton (Guǎngdōng)
De Kantonese keuken (广东菜) is een van de beroemdste Chinese keukens en komt uit de provincie Guangdong in zuidelijk China. Deze keuken is vooral beroemd door de grote diaspora die plaatsvond vanuit deze regio, waarbij de emigranten hun eigen gerechten meenamen.
- Een van de internationaal meer bekende onder de Chinese keukens.
- Gekend van de vleestoepassingen waarbij zowel het vlees als ingewanden en ieder ander onderdeel van het dier benut worden. Beroemd en geliefde delicatessen in China zijn de eendentong en de kippenvoeten.
- Gerechten bevatten minimale hoeveelheid oliën en specerijen.
- Veelvuldig gebruik van knoflook.

Beroemde gerechten uit de Kantonese keuken zijn onder andere: chrysanten vis (de vis wordt bereid in de vorm van de bekende bloem) en geroosterd speenvarken.

### Sichuan
De Sichuankeuken (四川菜) komt uit de provincie Sichuan in Zuidwest-China. De keuken is vooral bekend vanwege zijn sterke smaken, voornamelijk door het gebruik van knoflook, chilipepers en de szechuanpeper.
- Een combinatie van het eten in Chengdu en Chongqing.

Sinds de Qing dynastie wordt in boeken geschreven over de 38 methoden om gerechten te bereiden door middel van schroeien, inpakken, bakken, mixen, garen, kleven, etc. De gerechten dienen doordringend te worden gekruid met:
- de "3 pepers": pepers, hete pepers en peperpoeder.
- de "3 aroma’s": sjalotten, gember en knoflook.
- de "7 smaken": zoet, zuur, tintelend, pittig, bitter, pikant en ziltig.

Beroemde gerechten uit deze keuken zijn onder andere: geroerbakte tofu met gehakt in pittige bonensaus (Ma Po Tofu) en een kip met pinda’s gerecht (Gong Bao Ji Ding).

### Hunan
De Hunankeuken (湖南菜), soms ook wel de Xiangkeuken genoemd, bestaat uit de keukens van de regio's rond de rivier de Xiangjiang in de westelijke provincie Hunan in China.
- De favoriete keuken van Mao Zedong.
- Gebruikelijke technieken zijn stoven, frituren, roosteren, stomen en roken.
- Veelvuldig gebruik van hete pepers, sjalotten en knoflook. De Chinezen duiden de pit van het eten uit de Hunankeuken als "droge pit" (gan la, 干辣) in tegenstelling tot de pittige Sichuankeuken welke ‘verdovend heet’ (ma la, 麻辣) is.
- Meer dan gemiddeld gebruik van oliën.
- De Hunankeuken wordt in China gekenmerkt door zijn ‘simpele smaken’.

Door de uitgebreide landbouw in de provincie Hunan wordt de keuken gekenmerkt door verschillende menukaarten door de seizoenen heen. In Hunan eet men 'hot pot' tijdens de winters en veelal koude voorgerechten en pittige hoofdgerechten (om de poriën te openen) tijdens de zomer.
Beroemde gerechten uit de Hunankeuken zijn onder andere: vis bedekt met een deken van fijngehakte rode pepers en dong'an kip.

### Jiangsu
De Jiangsukeuken (苏菜) komt uit de regio Jiangsu in het oosten van China. De keuken wordt gekenmerkt door zachte texturen. Ook worden veel soepen gegeten.
- Meest gebruikte kookstijlen zijn stomen en stoven, waardoor de smaak van de saus versterkt wordt en het vlees en de groenten zacht zijn (maar niet te zacht).
- Strikte selectie van groenten al naargelang de wisseling van de seizoenen.
- Een nadruk op overeenkomende kleuren en vormen binnen ieder gerecht.
- Het gebruik van soepen om de smaken te versterken.

Bekende gerechten uit de Jiangsukeuken zijn onder andere: drie soorten eend, kippen- of garnalensoep met draden van tofu, gestoofde kip met paddenstoelen.

### Zhejiang
De Zhejiangkeuken (浙菜) komt uit de provincie Zhejiang in het oosten van China. De keuken is vooral toegespitst op verse en zachte smaken.
- Het eten in Zhejiang kenmerkt zich door het lage vetgehalte.
- Veel gebruik van bamboe, vis en zeevruchten.
- Nadruk op versheid en ziltigheid.

Bekende gerechten uit de Zhejiangkeuken zijn onder andere: gefrituurde varkensbuik (Dongpo rou), bedelaarskip of "beggar’s chicken" (Jiao hua ji) en (West Lake)vis.

### Fujian
De Fujian- (福建菜) of Minkeuken komt uit de Fujian provincie in het zuidoosten van China. Er wordt meer nadruk gelegd op het gebruik van wat in Japan bekend is als umami.
- Zachte kookstijl bekend om het behoud van de originele smaken (geen maskering) en ziltige smaken.
- Veel gebruik van kookvocht en soepen. Men heeft in deze regio zelfs gezegdes die luiden: "een bouillon kan worden veranderd in vele smaken" en "het is onacceptabel om een maaltijd zonder soep te serveren".
- Veel visgerechten en andere zeevruchtengerechten.
- Eten van pinda’s voor, tijdens en na het eten.
- Sterke nadruk op de kooktechnieken van de chef (bijvoorbeeld snijvaardigheden)

Een beroemd gerecht uit de Fujiankeuken is groene groenten met zwarte paddenstoelen (Xiang gu qing cai).

### Anhui
De Anhuikeuken (徽菜) is voortgekomen uit de traditionele kookstijlen van de Huangshan-regio en lijkt sterk op de Jiangsukeuken.
- Veel gelijkenis met de Jiangsukeuken.
- Bekend om het gebruik van wilde kruiden en de simpele manier van bereiden.
- Stomen en stoven zijn de bekende technieken. Weinig gebruik van bakken of frituren.

Een bekend gerecht uit de Anhuikeuken is Fujili gegrilde kip.

## Filosofie
Voedsel is in de Chinese keuken niet enkel een zaak van eten. Het voedsel moet mooi gepresenteerd worden en een goede combinatie vormen van de basissmaken. De gerechten mogen niet overweldigend zijn in geur of smaak.

## Basisingrediënten
De basisingrediënten zijn granen, rijst in het oosten, gierst en tarwe in het noorden. Deze worden gegeten als pasta's, puur, pap of in deegvorm. Vetten, zowel dierlijk (eend, kip, varken) als plantaardig (sesam, pinda) worden gebruikt om de granen meer smaak te geven. Taugé (sojascheuten) en lente-uien vormen de belangrijkste groenten.

## Kookmethodes
De belangrijkste kookmethodes zijn:
- koken
- bakken
- roerbakken
- stomen
- frituren
- barbecue

## Kruiden en smaakstoffen

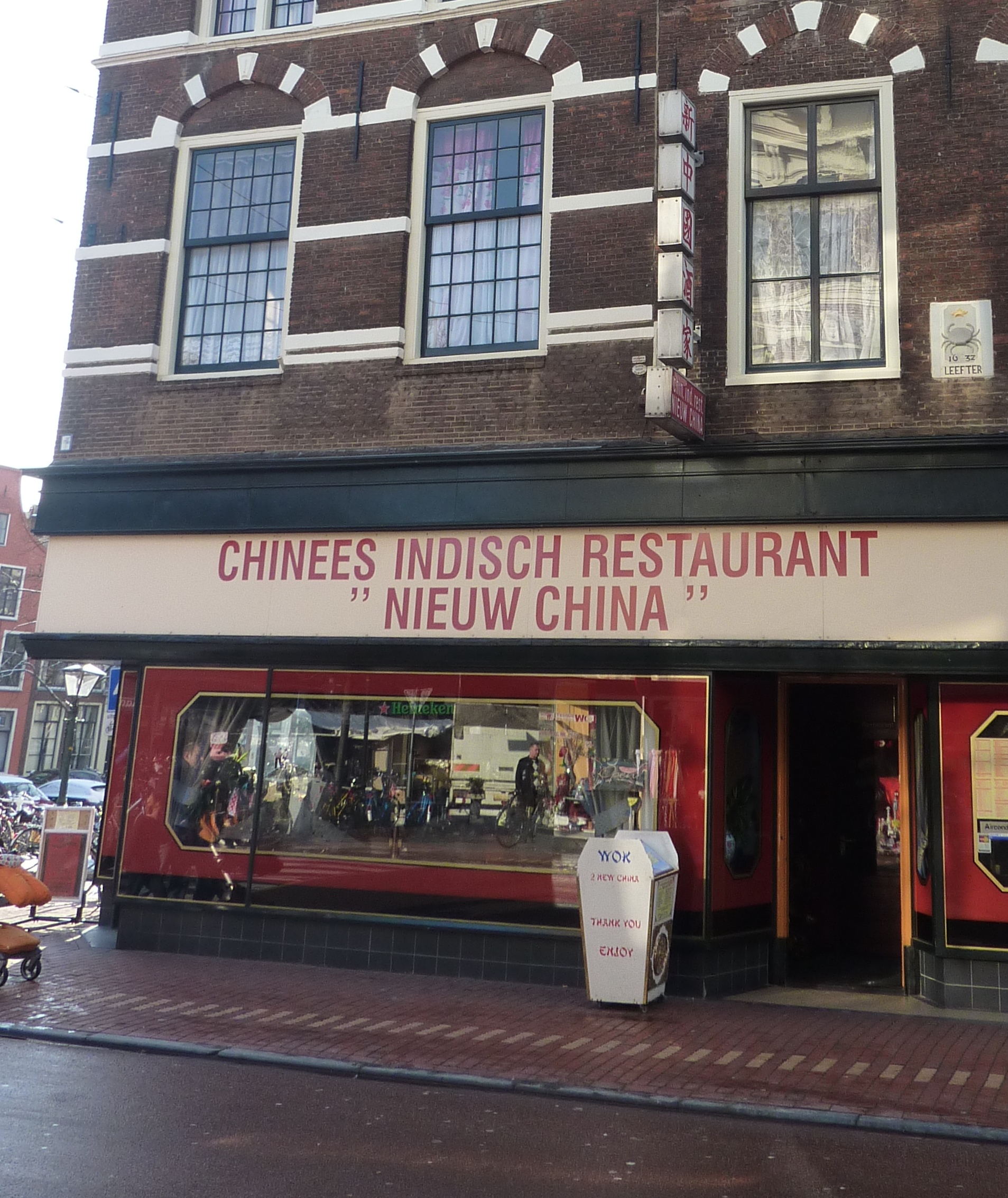
Chinees-Indisch restaurant in Leiden

De belangrijkste smaakgevers zijn:
- vijfkruidenpoeder
- sojasaus
- gember
- koriander
- knoflook
- oestersaus
- hoisinsaus
- ve-tsin
- suiker
- chilipepers

## Chinese invloed op de Indonesische keuken
In de loop van de eeuwen heeft de Indonesische keuken diverse invloeden van buitenaf ondergaan. De Chinese invloed is ontstaan door het uitwaaieren van grote aantallen Chinezen naar de Indonesische archipel gedurende verschillende periodes in de geschiedenis. De Chinezen zijn een opvallend element in de Indonesische bevolking. Ze maken hier al eeuwen deel van uit. Het is dan ook niet vreemd dat de Indonesische keuken beïnvloed is door de Chinese keuken.

## Consumptie van ongebruikelijke vleessoorten
Bekend is het consumeren van vlees van dieren die in de rest van de wereld meestal niet als voedsel beschouwd worden. Zo worden er naar schatting in China per jaar 10 miljoen honden voor consumptie geslacht. Als reactie op de uitbraak van Covid-19 werd in april 2020 in de stad Shenzhen het eten van honden, katten en verschillende andere dieren verboden. Honden werden wettelijk als huisdier geclassificeerd, zodat het fokken van honden voor consumptievlees niet meer mogelijk is.